# Abuna
Abuna (auf Deutsch auch Abune) ist die europäische Wiedergabe eines wichtigen äthiopischen und eritreischen geistlichen Titels (eigentlich Abun, amharisch አቡን, in Zusammenstellung mit einem folgenden Namen Abunä አቡነ). 
Er bedeutet im Altäthiopischen unser Vater und ist die Anrede ehrwürdiger Mönchspersönlichkeiten, in Besonderheit des Oberhauptes der äthiopisch-orthodoxen Kirche sowie der eritreisch-orthodoxen Kirche. Das syrisch-aramäische Wort ܐܒܘܢܐ Abuna, wortgemäß „unser Vater“, wird in der Syrisch-Orthodoxen Kirche von Antiochien und anderen Syrischen Kirchen verwendet, um einen Priester oder einen Bischof zu bezeichnen. 
Bis in das 20. Jahrhundert war das Oberhaupt der äthiopischen Kirche stets ein koptischer Mönch aus Ägypten. Er hatte den Rang eines Metropoliten des alexandrinischen Patriarchats der Kopten inne. Das kann gleichgesetzt werden mit dem Erzbischof der katholischen Kirche. Die eigentliche Bezeichnung für das Oberhaupt der äthiopischen Kirche lautet eigentlich Liqe Papasat (etwa Haupt der Bischöfe). Traditionell wurde der „Abun“ vom Patriarchen („Papst“) von Alexandria (Ägypten), dem Oberhaupt der koptisch-orthodoxen Kirche, ernannt und geweiht. Deswegen konnte es zu Verzögerungen bei der Ernennung eines Nachfolgers kommen. Bis zur Mitte des 20. Jahrhunderts war der Metropolit („Abun“) von Äthiopien nie äthiopischer Herkunft. Wegen der Unkenntnis der Landessprachen hatte er nur begrenzten Einfluss auf die äthiopische Religion und Politik.
Die Hauptaufgaben des „Abun“ war die Ordination von Diakonen und Priestern sowie die Konsekration von Altartafeln (tabot). Besucher Äthiopiens zu dieser Zeit, wie Francisco Álvares im 16. Jahrhundert und Remedius Prutky im 18. Jahrhundert, äußern sich erstaunt über die Art der Ordination, die sich (angeblich) auf einfaches Bekreuzigen und ein kurzes Gebet beschränkte.
Nach vielen Jahrhunderten erreichten die koptische und äthiopische Kirche eine Vereinbarung, die zum Aufstieg der äthiopischen Kirche zu einem autokephalen Patriarchat führte. Fünf Bischöfe wurden sofort vom Patriarchen von Alexandria geweiht und ermächtigt, den neuen Patriarchen ihrer Kirche zu wählen und zum Nachfolger von Abuna Qerellos IV., dem letzten Metropoliten koptischer Herkunft, zu machen. Der neue Patriarch erhielt die Vollmacht, neue Bischöfe zu weihen. Der erste äthiopische Christ, der Patriarch wurde, war Abuna Basilios, der am 4. Januar 1951 geweiht wurde.
Mitunter wurde der Titel Abun auch für andere hohe kirchliche Würdenträger verwendet (meist in der Provinz Tigre). Manchmal wurde der Titel auch für europäische Fürsten und europäische Geistliche angewandt.